# FOXHOUND (架空の組織)
- メタルギアシリーズ > メタルギアシリーズの用語一覧 > FOXHOUND (架空の組織)

FOXHOUND（フォックスハウンド）は、コナミが発売しているゲーム「メタルギアシリーズ」に登場する架空の特殊部隊。任務は、敵地への単独潜入による破壊工作活動。1971年にアメリカ国防総省のアメリカ陸軍において設立される。初代司令官は、同部隊の創設者でもあるビッグ・ボス。隊員には動物の名を冠したコードネームが与えられる特徴がある。その前身にあたるFOXについても記述する。

## 歴史

### FOXHOUND (1971 - 2005)
1971年、サンヒエロニモ半島事件後に解散した、CIAの特殊部隊FOXと入れ替わるように、アメリカ陸軍で設立。初代総司令官はビッグ・ボス、副司令官はロイ・キャンベルである。
単独潜入による諜報・破壊活動を主任務とする部隊で、グレイ・フォックス、ソリッド・スネークなどが所属、またメディカルスタッフとしてナオミ・ハンターがATGC社から派遣され、所属していた。アウターヘブン蜂起の後に消息不明となったビッグ・ボスに代わり、キャンベルが総司令官となると、人工衛星などを利用したハイテク特殊部隊に転向した。スネーク、キャンベルが除隊した後は、リキッド・スネークが実戦部隊のリーダーとなった。しかし、2005年のシャドー・モセス島事件でほぼ壊滅し、部隊は解散した。
設立についての詳細な経緯、及び直接的動機に関しての公式設定は明らかになっていないが、『メタルギアソリッド3 スネークイーター』のシーンで、陸軍参謀総長がCIA長官に対して、FOXと同類の特殊部隊を米軍にも設立したい旨を語っている

### 新生FOXHOUND (2009)
大佐、雷電、およびローズマリーが所属している部隊。ビッグシェル占拠事件の際に事件の解決に当たった。
しかしその実態は秘密組織「愛国者達」のAIの一つであるG.Wが、S3計画の為に、かつて存在したFOXHOUNDを元に作り出した架空の部隊であり、現実には存在しない。本物のFOXHOUND部隊は前述の通り既に解散している。司令官である大佐は上記のロイ・キャンベルと容貌が酷似しているが、その実態は愛国者達の作り出したAIであり、ロイ本人ではない。

## 構成員

### FOXHOUND (1971 - 1999)
- ビッグ・ボス（総司令官） - アウターヘブン蜂起後に行方不明
- ロイ・キャンベル（副司令官） - アウターヘブン蜂起後に総司令官就任
- ソリッド・スネーク - アウターヘブン蜂起後に除隊
- グレイ・フォックス - アウターヘブン蜂起後に行方不明
- マクドネル・ミラー（サバイバル教官）

### FOXHOUND (2005)
- リキッド・スネーク（実戦部隊リーダー） - シャドー・モセス島事件で死亡
- リボルバー・オセロット
- サイコ・マンティス - シャドー・モセス島事件で死亡
- スナイパー・ウルフ - 同上
- バルカン・レイブン - 同上
- デコイ・オクトパス - 同上
- メリル・シルバーバーグ - 臨時の増員

### 新生FOXHOUND (2009)
- 大佐  (指揮官)
- 雷電  (隊員)
- ローズマリー  (メディカルスタッフ兼作戦記録担当)

## FOX
FOX部隊（フォックスぶたい）は、ゼロ少佐の考案で設立されたCIAの特殊部隊。後に設立されるFOXHOUNDの前身といえる部隊だが、FOXがCIAの特殊部隊であるのに対して、FOXHOUNDは米軍の特殊部隊である為、母体組織はそれぞれ異なる。「FOX」はフォース・オペレーションX（Force Operation X）の略。

### 設立までの経緯 (1964 - 1970)
ゼロ少佐が人種に関係なく優秀な人材を集め、CIAに設立を提案したが当時は人種差別が激しかったため、ゼロの考えは受け入れられず部隊の創設ができなかった。そこで、ゼロはSASで同期であったザ・ボスに口添えをしてもらい、1964年に部隊の有効性を実証する機会を与えられる。それが「バーチャスミッション（貞淑なる任務）」と呼ばれる、ソ連領内への潜入・人質救出作戦であった。彼はこの任務の成功と部隊の結成を祈り、ネイキッド・スネーク（後のビッグ・ボス）を送り込むが、ザ・ボスの裏切りによりスネークはこの任務に失敗。彼らはザ・ボスの亡命に協力したとして、反逆罪で起訴された。この疑いを晴らすため、彼らは政府から与えられた「スネーク・イーター作戦」を遂行し、スネークはゼロと数名のサポート要員の指示のもと、任務を成功させる。そして功労者であるスネークは、ジョンソン大統領により、BIG BOSSの称号を与えられるが、程なくして除隊している。
なお、優秀な人材が集った部隊ではあるが、責任者かつ隊長であるゼロを初めとしたメンバーがCIA内でも個性が強い者揃いであったため、メンバー内で互いに変わり者と評している。

### サンヒエロニモ半島事件 (1970)
「スネークイーター作戦」から6年後の1970年、コロンビア中部沿岸サンヒエロニモ半島にてビッグ・ボス除隊後のFOXが武装蜂起。部隊の中心人物となっていたジーンは、CIAから核兵器を盗み出し、大陸間弾道メタルギアを使用してソ連を核攻撃すると脅迫した。また、この半島はかつてソ連軍の中距離ミサイル基地が建設されながらもデタントの進行により放棄されており、戦略的価値の無くなった半島を放棄され、祖国に見捨てられた形となった現地のソ連兵達も大勢協力していた。
ビッグ・ボスと現地に派遣されたグリーンベレーの生き残りロイ・キャンベルらによって、ジーンに従う優秀なFOX隊員や戦士達が倒され、メタルギアの試験機「RAXA」も破壊されるなど数々の妨害を受けるが、核を搭載した大陸間弾道メタルギアの打ち上げに成功する。しかし、ジーンはビッグ・ボスとの決闘に敗れ、海上でメタルギアは破壊された。なお、ジーンは死の間際、ビッグ・ボスに兵士達の楽園「アーミーズヘブン」を作るための遺産を受け渡し、これが後のビッグ・ボスによる「アウターヘブン」設立のための資金となり、さらにはジーンが語った数々の言葉が「アウターヘブン」設立の動機に繋がった可能性がある。
この事件によって、FOXは事実上の部隊指揮官が戦死、パイソンやカニンガムといった主要隊員も戦死ないしは行方不明、ほか隊員らもそのほとんどが戦死ないしは降伏（ゲーム中での「説得」）した。また、クーデターに協力した現地ソ連兵も大勢が「RAXA」起動時の同士討ちで死亡し、残った兵士達も降伏したと考えられる（ゲーム中に事後の描写あり）。

### 構成員

#### FOX (1964 - )
- ゼロ（総司令官）
- ネイキッド・スネーク - スネークイーター作戦後に除隊
- パラメディック
- シギント

#### FOX ( - 1970)
- ゼロ（総司令官）- 国家反逆罪で拘束
- パラメディック
- シギント
- ジーン - サンヒエロニモ半島事件で死亡
- カニンガム - 同上
- ヌル
- パイソン - サンヒエロニモ半島事件で死亡、もしくは行方不明
- ウルスラ（エルザ） - サンヒエロニモ半島事件で死亡

## XOF
XOF（エックスオーエフ）は、CIAはおろかザ・ボスでさえ関知しないFOXの裏打ちとなる非正規特殊部隊。表向きはCIA直属の対テロ特殊部隊だが、実際はサイファー直下の部隊である。スカルフェイスがゼロ少佐と合流し設立した。「XOF」はゼロ少佐の副官（eXecutive OFficer）の略であり、部隊指揮官であるスカルフェイス、ひいては彼の部隊であることを示している。『メタルギアソリッドV』で存在が明かされた。装備のモデルは米軍の船舶臨検隊「VBSS」の装備が元になっていると思われる。

### 設立までの経緯 (1964 -?)
ゼロ少佐は「FOX」を設立するにあたり、それを援護し、より強くするための非正規特殊部隊が必要だと考え、当時SASに亡命してきたスカルフェイスを副官(XO)に任命。同時に「XOF」を設立し指揮、指令を全て任せた。
しかし、ゼロの「SOPシステム」や「愛国者達」の構想は、スカルフェイスにとって最も憎むべきもの（「言葉」を他人に植え付け、その力で支配する情報操作）であったので、スカルフェイスは密かにゼロへ反旗を翻し離反、XOFもゼロの手を離れた。離反の時期は明らかにされていないが、ビッグ・ボスのMSFマザーベースが崩壊する1975年よりは前である。
隊員の構成は、以前はベトナム帰りの米軍出身者が多かったものの、1984年の時点では世界中から頭角を持った者をスカウトしているらしい。

### スカルフェイス死去 (1984 -?)
スカルフェイス死後、XOFは本来の指揮系統、即ちサイファーの指揮下に戻ったようで、ゼロの再起不能に伴いシギント（ドナルド・アンダーソン）の指揮下で活動している。『MGSⅤ』の作中ではコードトーカーが残した寄生虫研究の資料回収の他、幻のエピソード「蝿の王国」を収録した特典Blu-rayではイーライ（リキッド・スネーク）が奪取したメタルギアST-84（サヘラントロプス）や英語株の声帯虫サンプルの確保といった任務を行っていた。
しかしヴェノム・スネーク率いるダイアモンド・ドッグズによってそれらの活動は阻止され、部隊も大きな損失を被っている。

### 構成員

#### XOF (1964 -)
- ゼロ（総司令官）
- スカルフェイス（副司令官）

#### XOF (1975 -)
- スカルフェイス
- リーヴ(メタルギアサヴァイヴで登場)

#### XOF (1984 -)
- スカルフェイス - 死亡
- クワイエット - 死亡または行方不明
- 燃える男(ヴォルギン)-活動停止
- 第三の子供(サイコ・マンティス)-イーライ(リキッド・スネーク)の強い報復心に呼応し離反。